# 大水塘鄉
大水塘鄉是緬甸聯邦第一特區果敢縣西山區下轄的一個鄉，位於果敢首府老街的西北方。大水塘鄉境內有17個寨子，約有1500戶，人口9000餘人。